# Leucania rubrisecta
Leucania rubrisecta là một loài bướm đêm trong họ Noctuidae.